# Lenningen, Baden-Württemberg
Lenningen är en kommun i Landkreis Esslingen i regionen Stuttgart i Regierungsbezirk Stuttgart i förbundslandet Baden-Württemberg i Tyskland. Kommunen bildades 1 januari 1975 genom en sammanslagning av kommunerna Gutenberg, Oberlenningen, Schopfloch och Unterlenningen.
Kommunen ingår i kommunalförbundet Lenningen tillsammans med kommunerna Erkenbrechtsweiler och Owen.